# Nyodes panconita
Nyodes panconita là một loài bướm đêm trong họ Noctuidae.